# Leiblachtal
Leiblachtal (česky „údolí Leiblachu“) je údolí a zároveň podregion v rámci širšího regionu Bodamské jezero-Alpský Rýn ve spolkové zemi Vorarlbersko v Rakousku. Částečně však zasahuje i do německého Bavorska, protože samotná řeka Leiblach, které údolí vděčí za své jméno, je hraniční řekou mezi Německem a Rakouskem. Celé údolí leží na východ od nedalekého Bodamského jezera.

## Obce
Rakousko

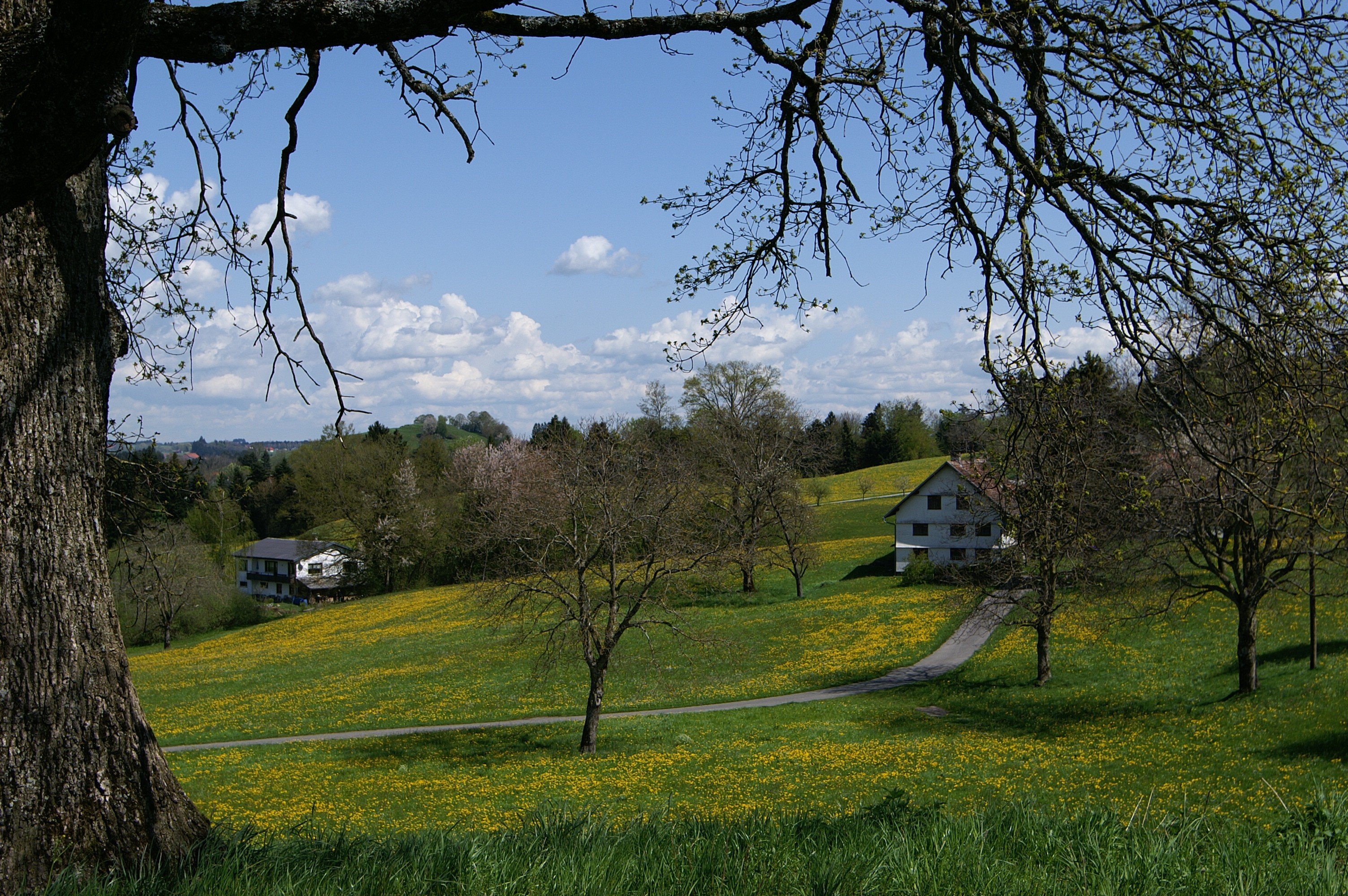
Východní svah údolí (obec Hohenweiler)

Na rakouské straně údolí leží obce Hörbranz, Lochau, Hohenweiler, Eichenberg a Möggers.
Německo
V horní části údolí Leiblachtal leží obce Sigmarszell, Hergensweiler, Opfenbach, Hergatz a Heimenkirch.